# Chapadinha
Chapadinha – miasto i gmina w Brazylii leżące w stanie Maranhão. Gmina zajmuje powierzchnię 3247,385 km². Według danych szacunkowych w 2016 roku miasto liczyło 78 348 mieszkańców. Położone jest około 200 km na południowy wschód od stolicy stanu, miasta São Luís, oraz około 1700 km na północ od Brasílii, stolicy kraju. 
W 2014 roku wśród mieszkańców gminy PKB per capita wynosił 7335,32 reais brazylijskich.